# حرمول
الحرمول هو مُركَّب كيميائي يُصنَّف على أنَّه بيتا - كاربولين. يتم تكوينه بسهولة في الجسم الحي لدى البشر عن طريق إزالة ميثيل الهارمين.